# Gonzalo Bayarri Esteve
Gonzalo Bayarri Esteve (Puçol, 30 de novembre de 1976) és un ciclista valencià, professional des del 2000 fins al 2004. De la seva carrera destaca sobretot la victòria a la Pujada al Naranco.

## Palmarès
- 2002:
  - 1r a la Pujada al Naranco.
  - 3r a la Volta al País Basc.
- 2004:
  - 3r a la Coppa Agostoni.

### Resultats a la Volta a Espanya
- 2002: abandona (11a etapa).
- 2003: 157è de la classificació general.
- 2004: abandona (11a etapa).